# モズ
モズ（百舌、百舌鳥、鵙、伯労、姑悪、学名: Lanius bucephalus Temminck & Schlegel, 1847）は、スズメ目モズ科モズ属に分類される鳥類。

## 分布
日本、中国東部から南部、朝鮮半島、ロシア南東部（樺太南部含む）に分布している。模式標本（L. b. bucephalus　亜種モズ）の産地（模式産地）は日本。日本の北海道、本州、四国、九州に分布している。
中国東部や朝鮮半島、ウスリー南部、樺太で繁殖し、冬季になると中国南部へ南下し越冬する。日本では基亜種が周年生息（留鳥）するが、北部に分布する個体群や山地に生息する個体群は秋季になると南下したり標高の低い場所へ移動し越冬する。南西諸島では渡りの途中に飛来（旅鳥）するか、冬季に越冬のため飛来（冬鳥）する。

## 形態
全長19 - 20 cmで、スズメより若干大きい程度である。眼上部に入る眉状の筋模様（眉斑）、喉や頬は淡褐色。尾羽の色彩は黒褐色。翼の色彩も黒褐色で、雨覆や次列風切、三列風切の外縁（羽縁）は淡褐色。嘴は黒っぽく、先端が曲がった鉤状になっていることが特徴。
夏季は摩耗により頭頂から後頸が灰色の羽毛で被われる（夏羽）。オスは頭頂から後頸がオレンジ色の羽毛で被われる。体上面の羽衣が青灰色、体側面の羽衣はオレンジ色、体下面の羽衣は淡褐色。また初列風切羽基部に白い斑紋が入る。嘴の基部から眼を通り後頭部へ続く筋状の斑紋（過眼線）は黒い。メスは頭頂から後頸が褐色の羽毛で被われる。体上面の羽衣は褐色、体下面の羽衣は淡褐色の羽毛で被われ下面には褐色や黒褐色の横縞が入る。過眼線は褐色や黒褐色。

## 生態
開けた森林や林縁、河畔林、農耕地などに生息する。
食性は動物食で、昆虫などの節足動物、小型両生類、小型爬虫類、小型の魚類、小型の鳥類、小型哺乳類などを食べる。樹上などの高所から地表の獲物を探して襲いかかり、再び樹上に戻り捕えた獲物を食べる。
繁殖形態は卵生。様々な鳥（百の鳥）の鳴き声を真似た、複雑な囀りを行うことが和名の由来（も=百）。2 - 8月に樹上や茂みの中などに木の枝などを組み合わせた皿状の巣を雌雄で作り、4 - 6個の卵を産む。年に2回繁殖することもある。カッコウに托卵されることもある。メスのみが抱卵し、抱卵期間は14 - 16日。雛は孵化してから約14日で巣立つ。

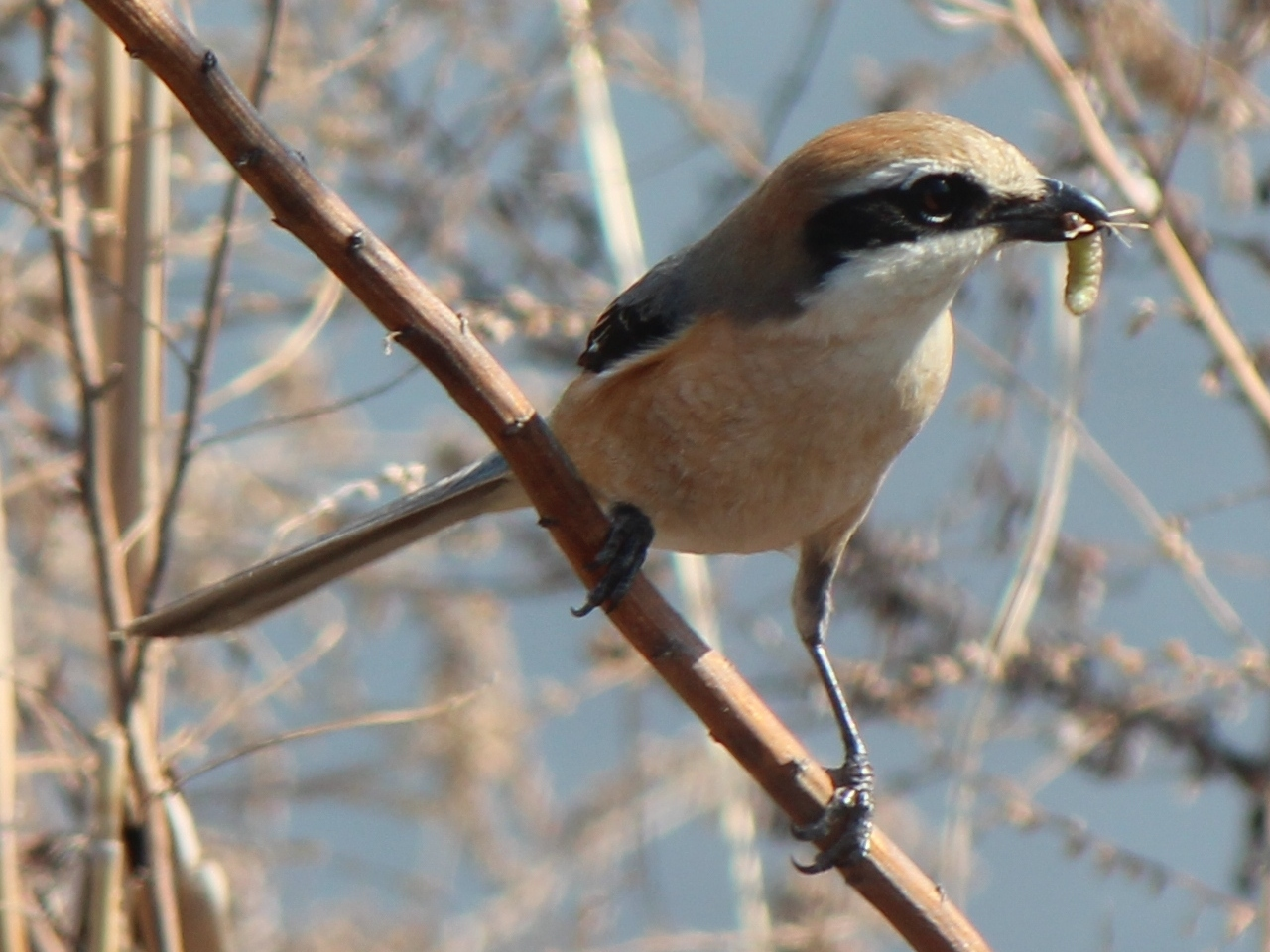
幼虫を捕獲したオスのモズ

### はやにえ

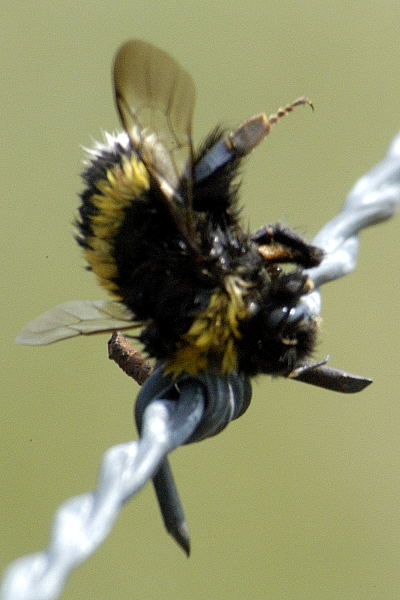
はやにえされたハチ

モズは捕らえた獲物を木の枝等に突き刺したり、木の枝股に挟む習性をもつ。秋に初めての獲物を生け贄として奉げたという言い伝えから、この習性を「モズのはやにえ（早贄、速贄）」と呼び、秋の季語となっている。稀に串刺しにされたばかりで生きて動いているものも見つかる。はやにえは本種のみならず、モズ類の全てが行う行動である。
モズは秋に頻繁にはやにえを作ることが知られる。2019年5月、大阪市立大学と北海道大学の共同研究により、はやにえの消費が多かったオスほど繁殖期の歌の質が高まり、つがい相手を獲得しやすくなる事が明らかになった。これは、モズのオスのはやにえが「配偶者獲得で重要な歌の魅力を高める栄養食」として機能していることを示している。
このほかにも、早贄の機能についての仮説が複数存在するが、その多くは未検証である。
- 餌の少ない冬季の保存食。はやにえが消費されずにそのまま放置されるという意見から、この仮説はこれまで否定的に捉えられてきた。しかし、近年の詳細な学術研究により、はやにえのほとんどは消費されること[13][14]、特にはやにえの消費量が気温の低い（餌の少ない）時期に多いことが判明し[13]、はやにえは冬の保存食の役割をもつと考えられている[15]。
- 摂餌のための固定。ワシやタカとは違いモズの足の力は弱く、獲物を掴んで食べることがむずかしい。そのため小枝や棘にフォークのように獲物を固定する手段として、はやにえ行動が発達したのではないかという仮説[16]。
- モズは空腹、満腹に関係なく獲物を見つけると本能的に捕える習性があり、獲物を捕らえればとりあえずは突き刺し、空腹ならばそのまま食べ、満腹ならば残すという説[16]。

はやにえの位置は冬季の積雪量を占うことができるという風説もある。冬の食糧確保という点から、本能的に積雪量を感知しはやにえを雪に隠れない位置に造る、よって位置が低ければその冬は積雪量が少ないとされるが、積雪量を予測する仕組みは未検証である。

### 高鳴き
秋から11月頃にかけて「高鳴き」と呼ばれる激しい鳴き声を出して縄張り争いをする。縄張りを確保した個体は縄張りで単独で越冬する。

## 人間との関係

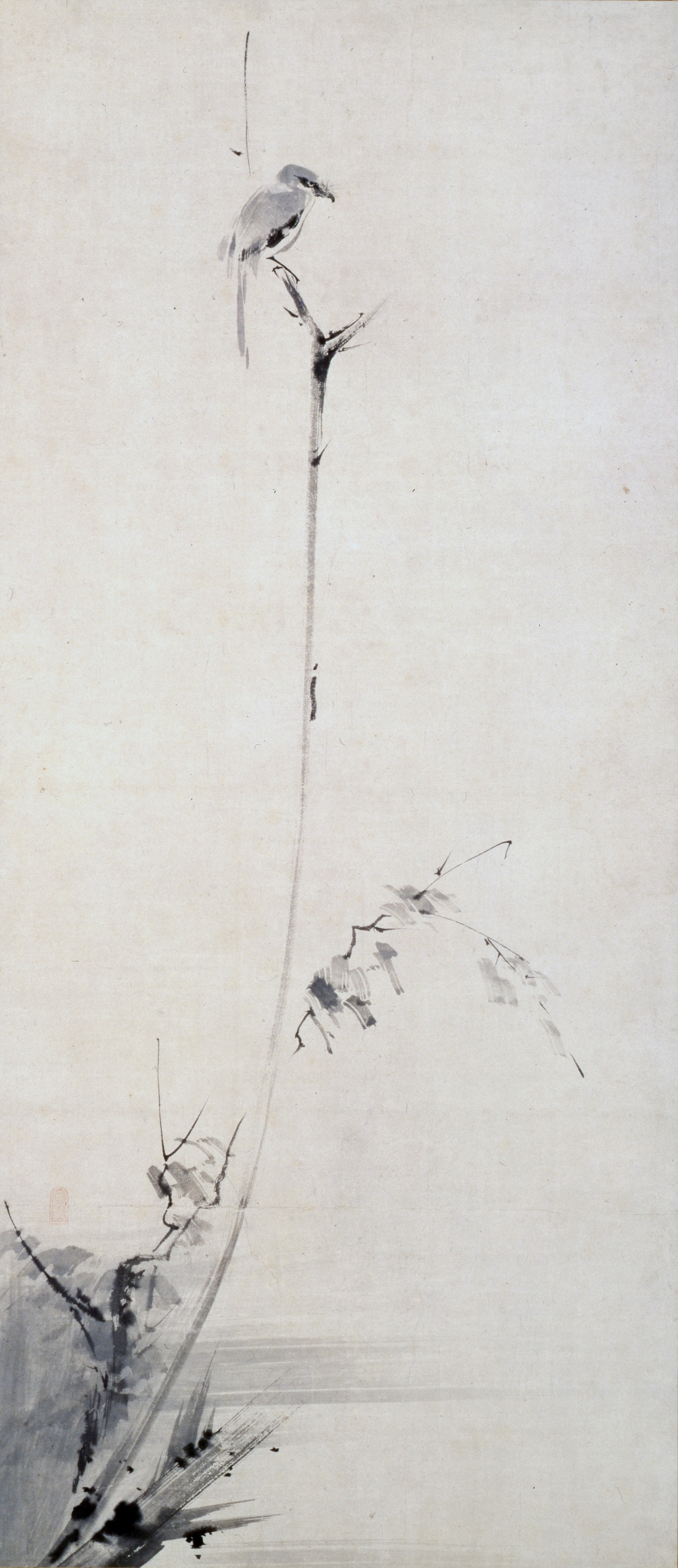
宮本武蔵『枯木鳴鵙図』

- 『枯木鳴鵙図』‐宮本武蔵の紙本墨画（17世紀前半）。上方にまっすぐに延びた一本の枯枝の先にモズがとまっている様子を描いたもの。
- 大阪府堺市に広がる百舌鳥古墳群を代表する大仙陵古墳（仁徳天皇陵）には、仁徳天皇が陵墓の候補地として視察に訪れた際に、一頭の鹿が群衆の中へ突進してきたが、すんでのところで絶命したため事なきを得、その直後に絶命した鹿の耳から一羽のモズが飛び立ったという逸話があり、このことから「百舌鳥耳原」の地名が誕生した[18]。
- 上記の仁徳天皇の逸話から、大阪府の府の鳥および堺市の市の鳥に指定されている。大阪府にはモズをモチーフとした「もずやん（モッピー）」という公式キャラクターがあるほか、シュライカー大阪というフットサルチーム、関西独立リーグの堺シュライクス、大阪府立大学に「シュライクス」というアメリカンフットボールチームが存在する。
- サッカーJリーグ、ガンバ大阪は、1996年から2021年のシーズン終了まで、百舌鳥をモチーフにしたエンブレムを使用していた。
- 織田信長と家督を争って殺された弟の織田信行は、鳥類を使った狩猟法である鷹狩りにおいて百舌鳥を使ったという記録がある。政秀寺の僧侶・沢彦宗恩が天文24年（1555年）に残した言葉[19]によれば、信行は百舌鳥を飼いならしており、百舌鳥を用いた珍しい鷹狩りを好んだ。獲物を逃してしまうことは決してなく、非常に高い腕前を誇っていたという。
- 香川県高松市には百舌坂という坂がある。
- 飲食や買い物で、仲間にだけ金を出させて自分は負担しないことを「百舌勘定」という。百舌が他の鳥の鳴き声をよく真似る生態や、鴫と鳩を言いくるめて百舌はお金を出さず買い物をしたという昔話から生まれた慣用句。
- 寝起きなどで髪の毛がぼさぼさに絡まっている状態をモズの巣という。方言によってはモンズの巣とも。
- 源実朝は自らの面前で百舌を使い雀を狩った桜井斎頼に太刀を贈った[20]。
- 切手の意匠
  - 1986年（昭和61年）5月11日発売 60円 国土緑化運動アシ・モズ・仁徳天皇陵
  - 1998年（平成10年）2月16日発売 120円普通切手
  - 2015年（平成27年）9月30日販売終了[21]

## 分類
2亜種に分類されている。
- Lanius bucephalus bucephalus　Temminck & Schlegel, 1847　モズ
- Lanius bucephalus bucephalus sicarius

## 種の保全状況評価
国際自然保護連合（IUCN）により、軽度懸念（LC）の指定を受けている。
日本の以下の都道府県でレッドリストの指定を受けている。
- 絶滅危惧II類 - 東京都区部、北多摩（南多摩と西多摩は準絶滅危惧）
- 減少種 - 神奈川県

## 近縁種
日本でモズ属の以下の近縁種が見られる。
アカモズ Lanius cristatus superciliosus
環境省のレッドリストの絶滅危惧の指定を受け、日本の多数の都道府県でレッドリストの指定を受けている。
シマアカモズ Lanius cristatus lucionensis
熊本県で要注目種、鹿児島県で分布特性上重要の指定を受けている。
チゴモズ Lanius cristatus tigrinus
環境省のレッドリストの絶滅寸前の指定を受け、日本の多数の都道府県でレッドリストの指定を受けている。
オオモズ Lanius excubitor
日本の北海道や東北地方などに冬鳥として渡来する。
|                    |                                     |                       |
| モズ L. bucephalus | アカモズ L. cristatus superciliosus | オオモズ L. excubitor |

## 名称
種小名 bucephalusは「牛の頭」という意味、属名 Laniusは「屠殺者の、ずたずたに引き裂く」という意味で、肉食性が強く獲物をはやにえにするモズ類の習性に由来する。種小名は恐らく頭頂部の体色が赤毛の牛に似ていることからだとみられるが、よくわかっていない。